# Liceo classico e scientifico Alessandro Volta
Il Liceo Alessandro Volta è un liceo scientifico e classico di Como. Oltre agli ambienti scolastici, la struttura ospita la chiesa di Santa Cecilia e un piccolo museo visitabile.

## Storia
Anticamente l'edificio era un monastero di monache agostiniane, realizzato attorno al 1250 e dedicato a Santa Cecilia. Il monastero era noto per la presenza di una presunta reliquia della Santa Croce, alla quale erano particolarmente devoti gli abitanti di Viggiù. Il monastero trovò la sua massima espansione nel 1270, quando venne finanziato dalla famiglia comasca dei Lucini e dal vescovo Leone Lambertenghi.
Il monastero permase sostanzialmente inalterato per lungo tempo, subendo alcune modifiche solo attorno all'inizio dell'ultimo quarto del XVI secolo. Nel 1573, la chiesa del convento venne infatti riedificata. Dedicata a santa Cecilia, la nuova chiesa fu costruita più a nord rispetto alla precedente struttura medievale, e venne caratterizzata da una doppia aula: una per i fedeli e una per le monache di clausura. La costruzione della nuova chiesa, curata da Bernardo Folla di Osteno, durò cinque anni. Nel corso del Seicento, Giovanni Battista Recchi si occupò invece della facciata.
Nel 1561 la Compagnia di Gesù dirigeva un collegio nel centro della città, in corrispondenza dell'attuale numero civico 12 di Via Lambertenghi. Con la soppressione dell'ordine dei gesuiti (1773) e del convento di Santa Cecilia (1798), quest'ultimo fu trasformato nel Real Ginnasio di Como. Dal 1774 al 1778 fu guidato da Alessandro Volta, professore di fisica e Reggente di tutte le scuole cittadine. Durante la Repubblica Italiana napoleonica, nel 1803, venne attivato un liceo come scuola subuniversitaria; dal 1810 il liceo assunse il nome di Liceo dipartimentale del Lario, avente per reggente il professor Giuseppe Abbiati.
I lavori di ristrutturazione del vecchio monastero, guidati dall'architetto ticinese Simone Cantoni, si svolsero a partire dal 1804, ma già nel 1805 le cifre vengono ridimensionate per necessità belliche. Nel 1809 Cantoni assolse all'incarico di trasformare il monastero in edificio destinato alla scuola e alle istituzioni culturali. Nel 1811 fu costruita la biblioteca del seminario maggiore, per raccogliere il patrimonio del Collegio dei Dottori e dal Collegio del Gesù. Anche la nuova facciata fu disegnata dal Cantoni, nel 1816 (o 1817), e alla sua morte, nel 1818, l'organizzazione della struttura non ancora ultimata fu affidata all'architetto Biagio Magistretti, anch'egli ticinese, che la portò a termine nel 1824. Al Magistretti si deve, tra l'altro, la trasformazione della porzione settentrionale del vecchio chiostro interno (1820), ambiente il Cantoni aveva già iniziato a modificare nella porzione occidentale.
Con il ritorno della Lombardia all'Austria, il ginnasio (1818) e il liceo (1824-1825) furono riformati. Gli studi duravano in totale otto anni: l'insegnamento del greco durava tre o quattro anni durante il ginnasio, mentre durante il liceo era facoltativo. Il ginnasio era guidato da un prefetto, mentre il liceo aveva un direttore proprio.
Nel 1851 si fusero ginnasio e liceo in un unico ginnasio liceale alle dipendenze di un solo direttore, mentre nel 1865 il liceo ginnasio fu intitolato all'antico reggente Alessandro Volta: in precedenza era dedicato a Plinio il Vecchio. Dopo la riforma Gentile del 1923, le classi del Ginnasio vennero raddoppiate. L'Annuario del liceo fu sospeso nel 1929 e ripreso nel 1974.

## Descrizione
La sede è in un edificio neoclassico progettato nel 1804 da Simone Cantoni, la struttura e alcuni ambienti al suo interno si rivelano di particolare interesse storico, architettonico e artistico. La facciata in stile neoclassico è sorretta da otto colonne in marmo cipollino, con basi e capitelli corinzi, prelevate dal battistero di san Giovanni in Atrio.
Nella parte superiore sono inseriti i busti di: Cecilio, Caninio Rufo, Gaio Plinio Secondo a sinistra; Gaio Plinio Cecilio, Paolo Giovio e Carlo Castone (o Gastone) della Torre di Rezzonico a destra; sant'Abbondio, nel timpano della parte centrale; Innocenzo XI e Clemente XIII nella zona sottostante; infine, due figure intere rappresentati la religione e la filosofia.

### L'atrio
L'atrio è connotato dal busto di Alessandro Volta, scolpito in marmo carrarese da Gaetano Monti nel 1834 e impostato su un rocchio di colonna scanalata sovrastante un alto plinto parallelepipedo, secondo i progetti del Magistretti: il monumento è posto nella specchiatura della parete esterna della chiesa, laddove il progetto originario prevedeva una nicchia. Sul lato opposto fu collocato, nel 1923, un dinamico gruppo bronzeo, quale monumento ai liceali caduti nella prima guerra mondiale.
Di fronte all'entrata, il portone vetrato in asse con l'ingresso scherma la prosecuzione nel portico del chiostro, pensato dal Cantoni come "cannocchiale" per l'ulteriore uscita sull'orto botanico. Sul lato sinistro si trova lo scalone, coperto da una volta a botte, che conduce al primo piano: introdotto da una colonna di granito, oltre la quale termina un breve tratto di balaustra in pietra grigia di Viggiù – la stessa degli scalini – contro la parete che inquadra lo scalone con il muro di contenimento della chiesa.
La chiusura dello scalone fra le due pareti, non presentando soluzioni alternative, fu risolta su tre livelli: in basso con la colonna; a metà un pianerottolo; in cima una finestra. L'architetto scelse di collocare la finestra in asse rispetto allo scalone, rinunciando alla simmetria della campata sul cortile, tuttavia, il suo successore Biagio Magistretti, optò per una regolarizzazione sul cortile, disassando la finestra dallo scalone.

### L'ex aula di fisica
L'ambiente è adibito a biblioteca scolastica e situato al primo piano dell'edificio, presso la presidenza.

### La chiesa di Santa Cecilia
Dal porticato che caratterizza la facciata si accede alla chiesa di Santa Cecilia, nota anche come Chiesa di Santa Croce, edificio religioso che già faceva parte del Duecentesco monastero agostiniano, la quale fu ricostruita ex novo nel corso del XVI secolo. L'attuale chiesa corrisponde all'area sacra che, al tempo della clausura, era riservata ai fedeli esterni al convento.
L'altare maggiore è dominato da una pala traslata dalla non più esistente chiesa di Santa Maria dei Sette Dolori, chiesa che si trovava nel vicino rivellino di Porta Torre. La pala andò a sostituire un dipinto del 1606 di Orazio Gentileschi, opera che dal 1801 si trova alla Pinacoteca di Brera e che raffigura Santa Cecilia in compagnia dei santi Valeriano e Tiburzio. Ai lati dell'attuale pala si trovano ancora due piccole nicchie attraverso le quali, al tempi del monastero, le monache potevano ricevere la comunione.
Tra le opere d'arte conservate nella chiesa si trovano una tela barocca raffigurante Sant'Ambrogio, un Cinquecentesco Crocefisso di cartapesta e una Presentazione al tempio dipinta attorno al 1690 da Filippo Abbiati, autore di una serie di quadri a tema mariano. Agli anni intorno al 1690 risale anche il dipinto, raffigurante una Crocefissione, realizzato da Francesco Innocenzo Torriani, al quale si deve anche una rappresentazione dell'Annunciazione. Andrea Lanzani curò invece i vari affreschi che, unitamente agli stucchi eseguiti nel 1688 da Gian Battista Barberini, ornano l'interno della chiesa. Tra gli affreschi del Lanzani spiccano il Trionfo della Croce e il Trionfo di Santa Cecilia che ornano la volta della chiesa. La mensa dell'altare alloggia, nella parte frontale, una Pietà in bronzo realizzata nel 1968 dallo scultore Tavani.
Su finire del XX secolo la chiesa fu interessata da un incendio che mise fuori uso l'azionamento delle campane che dal 1950 trovano posto nel campanile situato sul retro della chiesa.